# Bassersdorf
Bassersdorf je město v kantonu Curych ve Švýcarsku. Nachází se v blízkosti největšího švýcarského města, Curychu, do jehož aglomerace také patří. Žije zde přibližně 12 tisíc obyvatel.

## Geografie
Město se nachází mezi městy Curych (cca 5 km) a Winterthur (cca 7 km), a proto v době osvícenství prosperovala jako tranzitní obec mezi Curychem a Winterthurem. Dnes většina obyvatel pracuje ve městě Curych nebo na nedalekém curyšském letišti. Jako součást „Glattalstadtu“, nedaleko letiště, města Curych a města Winterthur, se Bassersdorf vyvinul ve středně velkou aglomerační obec s výhodou tranzitní polohy uprostřed aglomerace.

## Historie

Letecký pohled (1958)

Na území dnešní obce byly nalezeny zdi dvou římských dvorců, jejichž založení je na základě keramických pozůstatků datováno do 1. století n. l.: jeden v centru obce při opravě reformovaného kostela v roce 1963, druhý na návrší severně od obce již v 19. století.
První spolehlivý doklad názvu pochází z poloviny 12. století, a to ve tvarech Pascelstorf, Bascelstorf a Bazzelstorf. Posledně jmenovanou podobu lze nalézt také v darovací listině šlechtice Gerunga klášteru svatého Martina na Zürichbergu z 18. října 1155. Starší záznam v podobě Basselstorff lze datovat jen s nejistotou, snad z počátku 11. století, název byl záhy etymologizován jako „ves Basilova“ (odtud patrně císařská koule v obecním znaku, používaná v 18. a 19. století).
V roce 1277 prodal klášter Rüti mlýn v Bassersdorfu klášteru St. Blasien. Majitelé panství a dvora byli Habsburkové a poté hrabata z Toggenburgu. Práva pak přešla na Curych, který svá vrchnostenská práva vykonával až do roku 1798 prostřednictvím kyburského panství. Poté Bassersdorf, který se jinak pro konkurencí okolních sídel příliš neprosadil, získal v roce 1798 statut hlavního města okresu, který však byl brzy pohlcen okresem Bülach. Bassersdorf je dnes ale stále sídlem notářského úřadu.

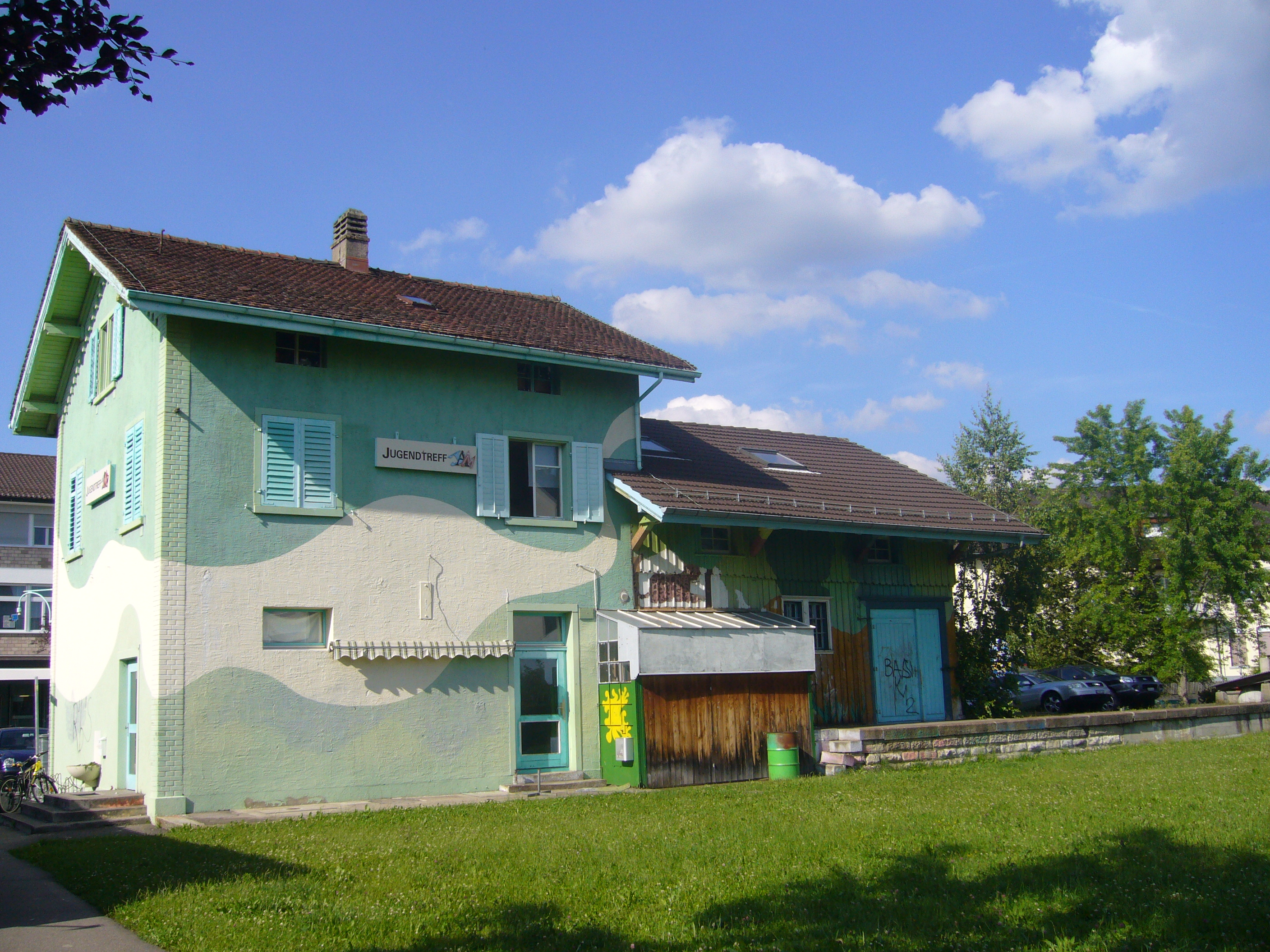
Bývalá železniční stanice (zrušena 1980)

Bassersdorf, ležící téměř přesně v geografickém středu kantonu Curych, byl vždy silně ovlivňován dopravou ze západu na východ a ze severu na jih (spojení Winterthur-Curych a Unterland-Oberland). Po výstavbě nové silnice Curych – Tagelswangen – Kemptthal – Winterthur v letech 1841–1845 si obchodníci a hostinští stěžovali na velké finanční ztráty, protože povozníci nyní téměř nepoužívali starou trasu přes Bassersdorf a náročný Steig, kterou bylo možné překonat většinou pouze povozem. Počet obyvatel klesal, ale vyhlídka na železniční trať vzbuzovala nové naděje. Dne 6. října 1872 se voliči v Bassersdorfu „většinou hraničící s jednomyslností“ rozhodli přispět 100 000 franků na budoucí celostátní železniční trať Winterthur–Zofingen „v přesvědčení, že v bezprostřední blízkosti obce bude postavena stanice“. Toto nádraží tedy bylo v centru Bassersdorfu již od roku 1877. Obec se rozrostla kolem nádraží, které obsluhovala nejprve státní dráha a později spolkové dráhy. Od jara 1980 bylo nádraží uzavřeno a v září 2012 zbouráno. V souvislosti s novou letištní tratí a rozšířením na dvoukolejnou trať bylo na jižním okraji obce vybudováno nové nádraží. Díky nové železniční trati se život v obci stále více orientuje na Curych a letiště.
Od roku 1931 patří k Bassersdorfu také obec Baltenswil.

## Obyvatelstvo

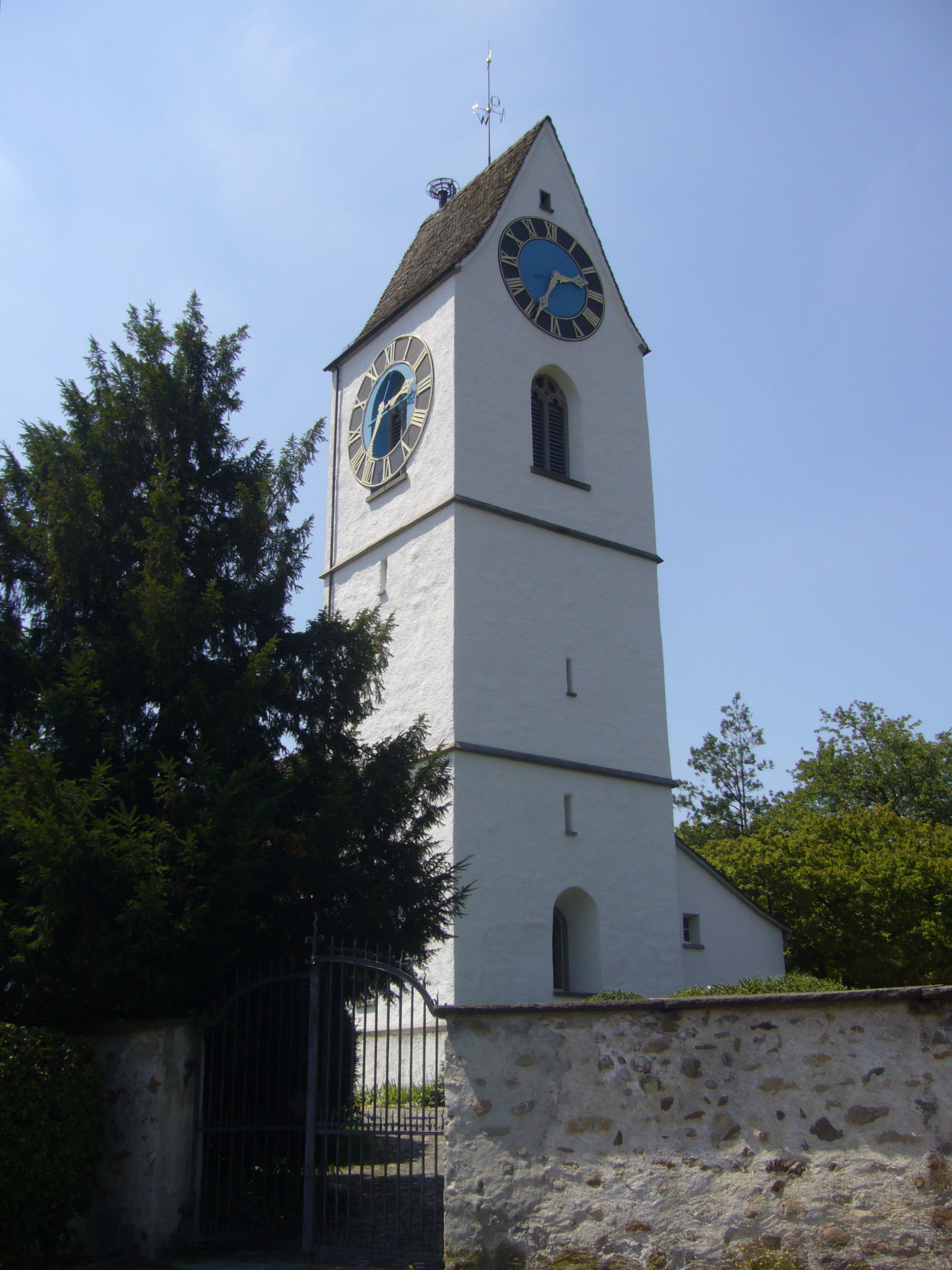
Reformovaný kostel

| Vývoj počtu obyvatel | Vývoj počtu obyvatel | Vývoj počtu obyvatel | Vývoj počtu obyvatel | Vývoj počtu obyvatel | Vývoj počtu obyvatel | Vývoj počtu obyvatel | Vývoj počtu obyvatel | Vývoj počtu obyvatel | Vývoj počtu obyvatel | Vývoj počtu obyvatel | Vývoj počtu obyvatel | Vývoj počtu obyvatel | Vývoj počtu obyvatel | Vývoj počtu obyvatel |
| -------------------- | -------------------- | -------------------- | -------------------- | -------------------- | -------------------- | -------------------- | -------------------- | -------------------- | -------------------- | -------------------- | -------------------- | -------------------- | -------------------- | -------------------- |
| Rok                  | 1634                 | 1710                 | 1836                 | 1850                 | 1900                 | 1950                 | 1970                 | 2000                 | 2005                 | 2010                 | 2015                 | 2020                 | 2022                 |                      |
| Počet obyvatel       | 310                  | 718                  | 825                  | 959                  | 1092                 | 2143                 | 5590                 | 7376                 | 9295                 | 11 052               | 11 561               | 11 931               | 12 053               |                      |

### Náboženství
Navzdory tomu, že se Bassersdorf nachází v převážně reformovaném kantonu Curych (24,5 % oproti 22,9 % římskokatolického obyvatelstva), je římskokatolické obyvatelstvo v Bassersdorfu početnější než protestantsky reformované, což souvisí s vysokým podílem cizinců. V roce 2022 se k evangelické reformované církvi hlásilo 22,8 % obyvatel, k římskokatolické 23,3 % a 53,9 % obyvatel mělo jinou nebo žádnou konfesní příslušnost.

## Hospodářství
Hospodářství Bassersdorfu se soustřeďuje na letiště a odvětví na něm závislá. Bassersdorf je také sídlem společnosti Rotronic AG, která se specializuje na měřicí techniku.

## Doprava
Vzhledem k tomu, že se Bassersdorf nachází v těsné blízkosti Curychu, je napojen na síť vlakových spojů S-Bahn Zürich několika linkami, které jej obsluhují v pravidelných intervalech. Bassersdorf leží na železniční trati Curych–Winterthur; na letiště Curych, do Curychu a Winterthuru se lze dostat jednou ze dvou linek S-Bahn (S7, S24). Po silnici se z Bassersdorfu se lze za 10 minut dostat na curyšské letiště a také na dálnici A1.

## Partnerská města
- Aigle, Švýcarsko